# La mula
La mula es una película española basada en la novela homónima de Juan Eslava Galán sobre la guerra civil española. Fue estrenada durante la 16.ª edición del Festival de Málaga de Cine Español en 2013, obteniendo su protagonista Mario Casas la 'Biznaga de Plata' al mejor actor.

## Argumento
A finales de la guerra civil española, un soldado del bando nacional, encuentra una mula perdida en el campo de batalla y decide esconderla para llevársela a su casa cuando acabe la guerra. Con su mula y con las cuatrocientas pesetas que lleva en el bolsillo intentará conquistar a la chica más guapa que ha visto nunca.

## La película
Basada en hechos reales, fue rodada en otoño de 2009. Producida por Gheko Films, propiedad de Alejandra Frade, hija de José Frade. La película pasó por diversas dificultades que retrasaron su estreno.
El 1 de septiembre de 2010 se presenta la película a calificación. La solicitud es desestimada el 19 de octubre. El 4 de noviembre se interpone recurso, siendo estimado el 3 de diciembre. Este mismo día la Secretaria del Ministerio de Cultura, inicia procedimiento de declaración de lesividad.
Con fecha 14 de noviembre de 2012 se dictó sentencia por la cual se desestimaba las pretensiones del Ministerio de Cultura. La sentencia devino en firme en el mes de diciembre. Ese mismo mes, el ICAA, emitió el certificado de calificación y otorgó la nacionalidad española a la película.

## Problemas en el rodaje con su director Michael Radford
Michael Radford, director, guionista y coproductor de la película abandonó el rodaje de la misma en noviembre de 2009, cuando faltaba una semana para la finalización del rodaje. La película terminó de rodarse bajo la dirección de Sebastien Grousset y la productora de Alejandra Frade asumió la edición y postproducción, Radford ha negado su autoría final y quiere impedir el estreno de la película. Desde la finalización del rodaje, la productora española representada por Alejandra Frade, por un lado, y las productoras irlandesa y británica de Radford, por otro, se han enfrentado en los tribunales británicos y españoles, cruzándose distintas querellas.
En el High Court of Justice Queen´s Bench División, Michael Radford consiguió que se trabara una “injunction” por la que se restringía la capacidad de las productoras españolas para la libre exhibición de La mula en Inglaterra, sin embargo, con fecha 24 de mayo de 2012 se dictó orden por el citado juzgado que declaraba el alzamiento de la orden por la cual se restringía la capacidad de Gheko Films para exhibir La mula.
Con fecha 27 de noviembre de 2012 se desestimaron las pretensiones principales de Michael Radford condenándolo al pago de las costas ocasionadas a Gheko Films. 
En el juzgado de Primera Instancia n.º 42 de Madrid se interpuso demanda de reclamación de cantidad por parte de Gheko Films Sur contra la coproductora de la que es titular Michael Radford por importe de 270.021,18 euros, dictándose sentencia el 9 de abril de 2012 por la que se condenaba a Workhorse al pago de lo solicitado. Dicha sentencia devino firme, y tras la oportuna tasación de costas efectuada el 22 de noviembre de 2012 se despachó ejecución contra Workhorse por importe de 458.496 euros.

## Problemas con la calificación de la película
Gheko Films interpuso en septiembre de 2011 una querella criminal contra Mercedes Elvira del Palacio Tascón,  subsecretaria del Ministerio de Cultura de España por los presuntos delitos de prevaricación y delito contra los derechos individuales de los ciudadanos.
En septiembre de 2010 se presentó la película a calificación ante el Instituto de la Cinematografía y de las Artes Audiovisuales (ICAA). Los querellantes consideraban existía "censura" por parte del Ministerio de Cultura de España, que ha impedido reiteradamente su estreno.

«[...] La señora del Palacio posee dos varas de medir, la de la presunta legalidad para aquellos que comparten su interpretación de unos determinados hechos, ya sean históricos o actuales, y la del estalinismo atroz donde prima el control y la represión arbitraria por parte de la Administración del Estado para la instauración y consolidación de los arquetipos desde los que se debe juzgar unos determinados hechos pasados y presentes, impidiendo y censurando cualquier manifestación cultural que pueda distorsionar la versión estatal, no dudando en declarar lesivo para el interés nacional la calificación de una película impidiendo de este modo que un mensaje distinto del gubernamental pueda ser difundido en nuestra sociedad, cercenando de esta forma no solo la manifestación artística, sino también la libertad de expresión y la libertad de ideas [...] »
Texto de la querella

Los querellantes se limitaban a pedir que se autorizase a Gheko Films la difusión y proyección de la película La mula en salas cinematográficas.
Con fecha 14 de noviembre de 2012 se dictó sentencia por la que se desestimaban las pretensiones del Ministerio de Cultura. La sentencia devino en firme en el mes de diciembre. Ese mismo mes, el ICAA, emitió el certificado de calificación y otorgó la nacionalidad española a la película.

## Reparto
- Mario Casas como Juan Castro Perez.
- María Valverde como Conchi.
- Antonio Gil Martínez como el reportero Benavides.
- Jesús Carroza como Churri.
- Luis Callejo como Troitiño.
- Secun de la Rosa como Manuel Chato.
- Daniel Grao como el sargento Cosme.
- Pepa Rus como Pepi.
- Selu Nieto como el artillero.
- Jorge Suquet como Estrella.
- Juan Alberto de Burgos como capitán del cuerpo médico.
- Tavi García como Cárdenas.
- Mingo Ruano como Amor.
- Fede  Ruiz  como soldado nacional 5 furriel.